# Greenbush (Maine)
Greenbush es un pueblo ubicado en el condado de Penobscot en el estado estadounidense de Maine. En el Censo de 2010 tenía una población de 1.491 habitantes y una densidad poblacional de 13,1 personas por km².

## Geografía
Greenbush se encuentra ubicado en las coordenadas 45°4′20″N 68°35′22″O / 45.07222, -68.58944. Según la Oficina del Censo de los Estados Unidos, Greenbush tiene una superficie total de 113.85 km², de la cual 113.44 km² corresponden a tierra firme y (0.36%) 0.41 km² es agua.

## Demografía
Según el censo de 2010, había 1.491 personas residiendo en Greenbush. La densidad de población era de 13,1 hab./km². De los 1.491 habitantes, Greenbush estaba compuesto por el 94.16% blancos, el 0.27% eran afroamericanos, el 2.01% eran amerindios, el 0.27% eran asiáticos, el 0% eran isleños del Pacífico, el 0% eran de otras razas y el 3.29% pertenecían a dos o más razas. Del total de la población el 0.27% eran hispanos o latinos de cualquier raza.